# Putte
Putte este o comună din regiunea Flandra din Belgia. Comuna este formată din localitățile Putte și Beerzel. Suprafața totală este de 34,96 km². La 1 ianuarie 2008 comuna avea 15.907 locuitori. 
1. ↑  Crossroad Bank of Enterprises, accesat în 13 iulie 2023